# Antonio Theba
Antonio Theba (* vor 1969 in Griechenland; † 2006) war ein griechischer Opernsänger (Tenor).

## Leben
Theba war, trotz seines italienisch klingenden Namens, griechischer Herkunft. Er studierte in Griechenland Violine und Gesang. Er trat als Opern- und Operettensänger auf; außerdem war er als Gesangspädagoge tätig.
In der Spielzeit 1969/1970 war er als Gast am Raimund Theater in Wien engagiert. Er sang die Titelrolle in der Operette Paganini. Seine Partner waren Elfie Mayerhofer (als Anna Elisa), Ernst Schütz (als Pimpinelli), Gretl Theimer und Nera Nicol.
Bekanntheit erlangte Theba besonders durch seine Mitwirkung in dem Operettenfilm Paganini (1973). Er sang und spielte, an der Seite von Teresa Stratas (als Fürstin Anna Elisa), die Titelrolle des Teufelsgeigers Niccolò Paganini. Der Film wurde von Unitel als Gemeinschaftsproduktion für das ZDF und den ORF produziert. Regie führte Eugen York; die weiteren Rollen sangen und spielten: Dagmar Koller (Bella Giretti), Peter Kraus (Pimpinelli) und Johannes Heesters (Fürst Felice). Der Soundtrack des Films wurde auf Schallplatte, später auch auf CD veröffentlicht. Im Jahr 2012 folgte die DVD-Veröffentlichung des Films bei Arthaus.
Für Theba als Besetzung sprachen sein gutes Aussehen und die Fähigkeit, die Violin-Soli selbst (ohne Double) spielen zu können. Theba verkörperte den Typus des flott-verwegenen, dunkelhaarigen südländischen Liebhabers („rakish“; „Mediterranean hero“). Er entsprach mit Brusthaar und schwarzem Achselhaar dem männlichen Schönheitsideal der 1970er Jahre. Theba war in der Verfilmung ein „optisch ansprechender Paganini“. Sein „durchweg engagiertes Spiel“ wurde lobend erwähnt.
Thebas stimmliche Leistung wurde dagegen überwiegend kritisch kommentiert. Thebas Höhen seien zu forciert und klängen unangenehm; insgesamt sei Theba mit dieser Partie stimmlich überfordert. Er „gerate in nahezu jeder Nummer an seine stimmlichen Grenzen“. Theba fehle außerdem in seiner Darstellung die Intensität und Leidenschaft von Richard Tauber, dem Hauptdarsteller der Uraufführung 1925; allerdings liefere er eine schöne Interpretation des Tenor-Liedes „Gern hab ich die Frau'n geküsst“ ab. Theba gelänge es zwar durchaus, einige gemischte Töne mit stimmlicher Sicherheit zu präsentieren, sein hartes, hellstimmiges Timbre sei jedoch zu sehr das eines reinen Spieltenors.
Zu seinen Schülern gehörte unter anderem sein Neffe, der griechische Tenor Demetrios Jussi Tsinopoulos (* 1983).
Theba verstarb 2006. Weitere biografische Angaben oder genauere Angaben zu seinem Tod sind nicht bekannt.

## Filmografie
- 1973: Paganini (Titelrolle)